# Beleți-Negrești
Beleți-Negrești è un comune della Romania di 1 853 abitanti, ubicato nel distretto di Argeș, nella regione storica della Muntenia.
Il comune è formato dall'unione di 4 villaggi: Beleți, Lențea, Negrești e Zgripcești.